# Księstwo bielskie
Państwo bielskie, Księstwo Bielskie (łac. status minores Bilicensis, status maiores Bilicensis, ducatus Bilicensis, niem. freie Standesherrschaft Bielitz, Fürstentum Bielitz, Herzogtum Bielitz) – w latach 1572–1752 państwo stanowe niższego rzędu, w latach 1751–1752 wolne państwo stanowe, w latach 1752–1754 księstwo niższego rzędu, a w latach 1754–1848 księstwo obejmujące miasto Bielsko i kilkanaście okolicznych wsi.

## Historia
Od 1290 r. Bielsko należało do księstwa cieszyńskiego, rządzonego przez Piastów cieszyńskich. Ostatnim właścicielem miasta z tego rodu był Wacław III Adam, rezydujący na zamku bielskim w latach 1545–1553. Sprzedał on Bielsko wraz z okręgiem (Stare Bielsko, Dziedzice, Jasienica, Jaworze, Komorowice, Mazańcowice, Międzyrzecze, Zabrzeg i tworzące się Olszówki) Kasprowi Wilczkowi w roku 1553 za sumę 14 000 talarów, jednak po dwunastu latach syn Wacława III Adama, Fryderyk Kazimierz, je odzyskał. Popadł on w wielkie długi, wskutek czego, po jego śmierci w 1571 r., Wacław III Adam zmuszony był ponownie sprzedać Bielsko.
W 1572 r. na mocy zezwolenia cesarza Maksymiliana II Habsburga z księstwa cieszyńskiego zostało wydzielone państwo bielskie, obejmujące Bielsko oraz osiemnaście okolicznych wsi (Stare Bielsko, Bronów, Bystra, Dziedzice, Jasienica, Jaworze, Kamienica, Komorowice, Ligota, Mazańcowice, Międzyrzecze Górne i Dolne, Mikuszowice, Mościska, Olszówka Górna i Dolna, Wapienica i Zabrzeg) i podlegające odtąd bezpośrednio śląskiemu urzędowi zwierzchniemu we Wrocławiu oraz jego władzy sądowniczej. Podobnie jak włości frydeckie i frysztackie stanowiło ono tzw. państwo stanowe niższego rzędu, które funkcjonowało aż do 1751 r., kiedy przekształcono je w wolne państwo stanowe. Pierwszym właścicielem państwa bielskiego był Karol Promnitz, dotychczasowy właściciel Pszczyny. W 1582 r. odstąpił je on, z przyczyn finansowych, śląskiemu magnatowi Adamowi Schaffgotschowi, a dziesięć lat później, w roku 1592 zostało ono nabyte przez węgierski ród magnacki – Sunneghów, do których należał m.in. Budziatyń (ob. Żylina) i Orawa.

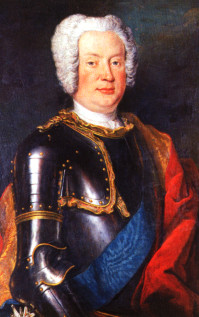
Aleksander Jozef Sułkowski

Sunneghowie przestali władać Bielskiem w 1724 r. Kolejnym właścicielem miasta został Henryk hr. Solms (do 1743), a następnie Friedrich Wilhelm von Haugwitz. W 1751 r. na jego prośbę cesarzowa Maria Teresa podniosła państwo bielskie do rangi wolnego państwa stanowego (status maiores). W efekcie Bielsko mogło wysyłać swojego przedstawiciela na zgromadzenia do Opawy (Troppauer öffentlicher Konvent) oraz utworzyć własny bielski rząd krajowy (Landesregierung). W 1752 r. zostało ono zakupione przez Aleksandra Józefa Sułkowskiego, generała i ministra króla Augusta III Sasa. W tym samym roku dotychczasowe wolne państwo stanowe przekształcono w księstwo niższego rzędu (Fürstentum). 2 listopada 1754 r. Maria Teresa powołała Księstwo Bielskie (Herzogtum Bielitz). W związku z tym awansem pod względem prawnym osiągnęło status, jaki od wieków miało macierzyste księstwo cieszyńskie. Następni właściciele Księstwa Bielskiego mieli prawo do tytułu Herzog (książę), podczas gdy pozostali członkowie rodziny zaliczali się do stanu książęcego niższego (Fürst). Jednocześnie od drugiej połowy XVIII w. związki Bielska z Cieszynem ponownie się zacieśniły i, w pewnym sensie, Księstwo Bielskie „powróciło” do księstwa Cieszyńskiego. W ramach reform, prowadzonych przez Marię Teresę i Józefa II, mających na celu unowocześnienia zarządzania państwem, wprowadzono podział poszczególnych prowincji na obwody (Kreis). Cieszyn, dotychczas stolica księstwa, stał się równocześnie siedzibą urzędu obwodowego. Odtąd mieszkańcy Bielska i okolicy załatwiali wszystkie sprawy wymagające zatwierdzenia przez wyższą instancję w cieszyńskim Kreisamcie.
Księstwo bielskie istniało do 1849 roku, kiedy to podczas wprowadzania w Austrii nowoczesnego podziału administracyjnego, likwidującego stare struktury feudalne, jego tereny weszły w skład powiatu politycznego bielskiego (niem. Politischer Bezirk Bielitz).

## Właściciele państwa bielskiego

### Promnitz i Schaffgotsch
| 1572–1578 | Karol Promnitz                       |
| 1578–1582 | Grupa wierzycieli państwa bielskiego |
| 1582–1592 | Adam Schaffgotsch                    |

### Sunneghowie
| 1592–1594 | Jan I Sunnegh                                     |
| 1594–1601 | Stefan Sunnegh                                    |
| 1601–1641 | Jan II Sunnegh                                    |
| 1602–1616 | Wacław Przyszowski                                |
| 1628–1631 | Hans Schlick                                      |
| 1635–1639 | Karol Sobek z Kornicy                             |
| 1640–1648 | Anna Sunnegh z Thurzonów                          |
| 1648–1660 | Emeryk Sunnegh                                    |
| 1660–1676 | Juliusz Sunnegh                                   |
| 1676–1687 | Kuratorzy nieletniego Juliusza Gottlieba Sunnegha |
| 1687–1724 | Juliusz Gottlieb Sunnegh                          |

### Solmsowie i Haugwithz
| 1724–1728 | Urząd Królewski we Wrocławiu   |
| 1728–1741 | Henryk Wilhelm Solms           |
| 1741–1742 | Fryderyk Ludwik Solms          |
| 1742–1752 | Friedrich Wilhelm von Haugwitz |

## Właściciele księstwa bielskiego

### Sułkowscy
| 1752–1762 | Aleksander Józef Sułkowski     |
| 1762–1786 | August Kazimierz Sułkowski     |
| 1786      | Aleksander Antoni Sułkowski    |
| 1786–1812 | Franciszek de Paula Sułkowski  |
| 1812–1832 | Jan Nepomucen Sułkowski        |
| 1832–1848 | Ludwik Jan Nepomucen Sułkowski |

## Hetmanowie księstwa bielskiego
(Bielitzer Landeshauptleute)
| 1751       | Johann von Damnitz |
| 1758       | N. von Zhorský     |
| 1768       | N. von Baum        |
| 1774, 1784 | wakat              |